# Râul Corboaia
Râul Corboaia este un curs de apă, afluent al râului Olteț. 